# Kaps (pianomerk)

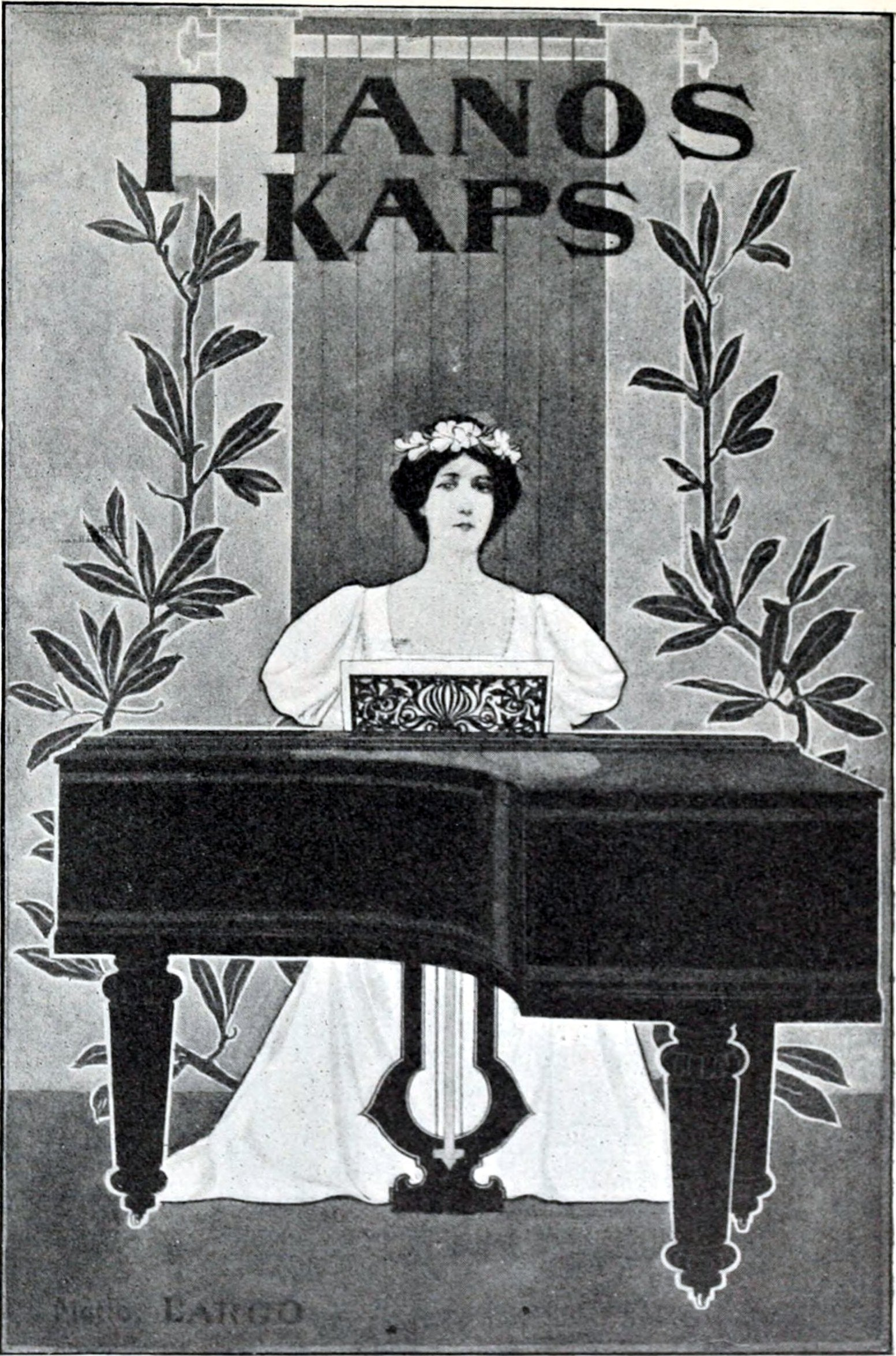
Oud affiche van firma Kaps

Kaps was een Duits pianomerk. De fabriek van Kaps in Dresden werd in 1859 opgericht door Ernst Kaps (1826-1887). In 1922 fuseerde de Ernst Kaps Klavierfabrik AG met het in 1874 opgerichte bedrijf van Johann Kuhse, en de fabriek heette vanaf 1925 Kaps/Kuhse Pianoforte AG. Kaps maakte zowel piano's als vleugels. Enige jaren na de oprichting verwierf het bedrijf het predicaat van hofleverancier van het koninkrijk Saksen. In 1865 was Kaps een van de eerste pianobouwers die het kruissnarige systeem, oorspronkelijk voor piano's ontwikkeld door Jean Henri Pape, in vleugels doorvoerde. Het bedrijf verkreeg patenten op verschillende uitvindingen, waarvan de belangrijkste de 'resonator' was, een voorziening om de klank voller te maken door met name de boventonen te versterken. In 1876 exposeerde de firma op de Wereldtentoonstelling in Philadelphia.
Het merk heeft bestaan tot 1930; het bedrijf produceerde in totaal ongeveer 40.000 instrumenten.

## Logo
- Logo van Kaps op een piano